# Ceratomia kanawahensis
Ceratomia kanawahensis är en fjärilsart som beskrevs av Sweadner och Ralph L. Chermock 1940. Ceratomia kanawahensis ingår i släktet Ceratomia och familjen svärmare. Inga underarter finns listade i Catalogue of Life.